# ادر (بازیکن فوتبال ایتالیایی)
ادر سیتادین مارتینس (پرتغالی: Éder Citadin Martins؛ زادهٔ ۱۵ نوامبر ۱۹۸۶) بازیکن فوتبال حرفه‌ای است که به عنوان مهاجم برای باشگاه برزیلی سائو پائولو بازی می‌کند.

## باشگاهی
از باشگاه‌هایی که در آن بازی کرده‌است می‌توان به کریسیوما، امپولی، فروزینونه، امپولی، برشا، چزنا، سمپدوریا، سمپدوریا، اینتر میلان و جیانگسو اشاره کرد.

## تیم ملی
وی همچنین در تیم ملی فوتبال ایتالیا بازی کرده‌است.